# Phrygiomurex sculptilis
Phrygiomurex sculptilis is een slakkensoort uit de familie van de Muricidae. De wetenschappelijke naam van de soort is voor het eerst geldig gepubliceerd in 1844 door Reeve.